# Gonomyia (Leiponeura) subanxia
Gonomyia (Leiponeura) subanxia is een tweevleugelige uit de familie steltmuggen (Limoniidae). De soort komt voor in het Oriëntaals gebied.